# Uovo pergola di rose
L'Uovo pergola di rose è una delle uova imperiali Fabergé: un uovo di Pasqua gioiello che l'ultimo Zar di Russia, Nicola II donò a sua moglie nel 1907.
Fu fabbricato a San Pietroburgo sotto la supervisione di Henrik Wigström, per conto del gioielliere russo Peter Carl Fabergé, della Fabergé.

## Proprietari
Per quest'uovo Fabergé il 21 aprile 1907 emise una fattura di 8.300 rubli.
L'uovo rimase nel Palazzo Aničkov fino al 1917 quando il governo Kerensky lo trasfèri al Palazzo dell'Armeria. Nel 1920 possessore dell'uovo era Alexander Polovtsov, un ex dipendente del Palazzo di Gatčina che ha poi avviato un negozio di antiquariato a Parigi, non è noto come Polovtsov abbia acquistato l'uovo.
Nel 1930 l'uovo fu venduto, insieme all'Uovo del palazzo di Gatčina del 1901, a Henry Walters e alla morte di questi nel 1931 divenne parte della Walters Art Museum Collection. Nel 1936 le due uova imperiali Fabergé furono messe in mostra al Walters Art Museum di Baltimora dove sono in esposizione permanente dal 1952.

## Descrizione
Questo bellissimo uovo di Pasqua è realizzato in oro, smalto verde e rosa in varie tonalità e diamanti taglio rosetta oppure tagliati come una lastra sottile, l'interno è foderato in raso.
Il guscio è ricoperto da smalto traslucido verde chiaro su fondo ghiglioscé ed è avvolto da un reticolo di diamanti taglio rosetta che formano delle losanghe, le quali hanno al centro una rosa con foglie in smalto verde smeraldo e rami d'oro simili a tralci di vite che si intersecano con le file di diamanti, i fiori sono smaltati in toni di rosa.
A entrambe le estremità dell'uovo è fissato un diamante tagliato come una lastra sottile, quello alla base copre la data "1907". Il monogramma che probabilmente era sotto il diamante posto sulla cima è ora scomparso.

### Sorpresa
Della sorpresa, andata perdura, rimane solo il segno sulla fodera di raso. Le ricerche indicano che originariamente l'uovo conteneva, probabilmente, una collana di diamanti con un medaglione ovale ingioiellato nel quale era celata una miniatura del piccolo zarevic Aleksej, dipinta su avorio.